# Simfonia nr. 1 (Beethoven)

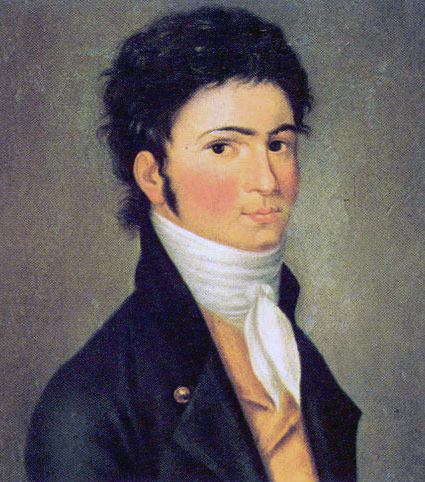
Beethoven în 1801 (portret de Carl Traugott Riedel)

Simfonia nr. 1 în Do major, op. 21, a lui Ludwig van Beethoven a fost dedicată Baronului Gottfried van Swieten, un protector al compozitorului. Lucrarea a fost publicată la Leipzig în 1801. Nu se știe cu exactitate când a finalizat Beethoven această simfonie, dar schițele ultimei părți datează din 1795.

## Origini
Simfonia este un omagiu adus predecesorilor lui Beethoven, în special profesorului său, Joseph Haydn, și lui Wolfgang Amadeus Mozart, dar, în același timp, are caracteristici proprii stilului lui Beethoven, în special folosirea frecventă de sforzandi și utilizarea proeminentă și independentă a instrumentelor de suflat din lemn. Schițele finalului sunt găsite prin exercițiile lui Beethoven de pe vremea când studia contrapunctul sub îndrumarea lui Johann Georg Albrechtsberger în primăvara anului 1787.
Premiera lucrării a avut loc pe 1 aprilie 1800 la Burgtheater din Viena. În cadrul aceluiași concert au mai fost interpretate Septetul și Concertul pentru pian nr. 2, precum și o simfonie a lui Mozart și o arie și un duet din oratoriul Creațiunea a lui Joseph Haydn. Acest concert a anunțat practic talentul lui Beethoven publicului vienez.

## Instrumentație
Simfonia este orchestrată pentru două flauturi, două oboaie, două clarinete în Do, doi fagoți, doi corni în Do și Fa, două trompete în Do, timpane și coarde.
Părțile pentru clarinet sunt interpretate astăzi de clarinetele în Si bemol deoarece clarinetele în Do și Re nu mai sunt folosite. Totuși, sunt controverse dacă trebuie interpretate pe un clarinet în Si bemol sau un clarinet în Mi bemol. Timbrul clarinetului în Mi bemol este mult mai apropiat de cel al clarinetului în Do sau Re comparativ cu sunetul mai cald al clarinetului în Si bemol.

## Structură
Simfonia este structurată în patru părți:
1. Adagio molto - Allegro con brio, 4/4 - 2/2
2. Andante cantabile con moto, 3/8, Fa major
3. Menuetto: Allegro molto e vivace, 3/4
4. Adagio - Allegro molto e vivace, 2/4

O interpretare tipică durează aproximativ 25 de minute.